# Сильнов, Андрей Александрович
Андре́й Алекса́ндрович Сильно́в (9 сентября 1984, Шахты, Ростовская область, РСФСР) — российский прыгун в высоту. Олимпийский чемпион (2008), чемпион Европы (2006). Заслуженный мастер спорта России.

## Спортивная карьера
В 2004 году Сильнов был включен в состав сборной России по легкой атлетике.
По результатам чемпионата России-2008, где Сильнов с результатом 230 см занял 4-е место, не проходил в состав на Олимпиаду в Пекине, но благодаря блестящему выступлению на лондонском гран-при Нориджского союза, где 25 июля 2008 года Андрей установил личный рекорд 238 см, в последний момент был включён в состав сборной России. На Олимпийских Играх в Пекине выступил успешно и, взяв все свои высоты вплоть до 2,36 с первой попытки и обыграв своего основного конкурента Стефана Хольма стал победителем. Уже в статусе олимпийского чемпиона выиграл Супергран-При (Лозанна, Швейцария) 3 сентября 2008, «Вызов России-2008» (Москва) 6 сентября 2008, Гран-При (Штутгарт, Германия) 13 сентября 2008.
Сезон 2009 Сильнов был вынужден пропустить из-за травмы. Спортсмен травмировал ахиллово сухожилие в месте его прикрепления к пяточной кости.

## Дисквалификация
С 7 апреля 2021 года Сильнов дисквалифицирован на 4 года за нарушение антидопинговых правил. Такое решение принял спортивный арбитражный суд. С 8 июля 2013 года все результаты спортсмена будут аннулированы 

## Основные результаты
| Год  | Турнир                     | Место проведения       | Место | Результат |
| ---- | -------------------------- | ---------------------- | ----- | --------- |
| 2006 | Чемпионат Европы           | Гётеборг, Швеция       | 1-е   | 2.36м     |
| 2006 | Финал Гран-При ИААФ        | Штутгарт, Германия     | 2-е   | 2.33м     |
| 2006 | Кубок Мира                 | Афины, Греция          | 2-е   | 2.24м     |
| 2008 | Гран-При ИААФ              | Лондон, Великобритания | 1-е   | 2.38м     |
| 2008 | Олимпийские игры           | Пекин, Китай           | 1-е   | 2.36м     |
| 2008 | Финал Гран-При ИААФ        | Штутгарт, Германия     | 1-е   | 2.35м     |
| 2010 | «Русская Зима»             | Москва, Россия         | 3-е   | 2.25м     |
| 2010 | Командный чемпионат России | Сочи, Россия           | 2-е   | 2.30м     |
| 2010 | Мемориал Знаменских        | Жуковский, Россия      | 1-е   | 2.33м     |
| 2010 | Чемпионат России           | Саранск, Россия        | 4     | 2.28м     |
| 2010 | Herculis                   | Монако, Монако         | 2-е   | 2.28м     |

## Образование
- Закончил Южно-Российский государственный университет экономики и сервиса по специальности «Прикладная информатика в сфере сервиса» в 2007 году.

Квалификация - информатик (в сфере сервиса).
- Закончил "Дипломатическая академия Министерства иностранных дел Российской Федерации"(г. Москва) направление " Международные отношения" в 2013 году.

Квалификация - магистр.

## Общественно-политическая деятельность
14 марта 2010 года был избран депутатом городской Думы города Шахты пятого созыва. Входит в состав депутатской группы Всероссийской Политической партии «Единая Россия» в городской Думе города Шахты. Являлся членом 2 комитетов гордумы: по жилищно-коммунальному хозяйству и по социальной политике. В 2014 году избран депутатом Законодательного собрания Ростовской области.

## Награды и звания

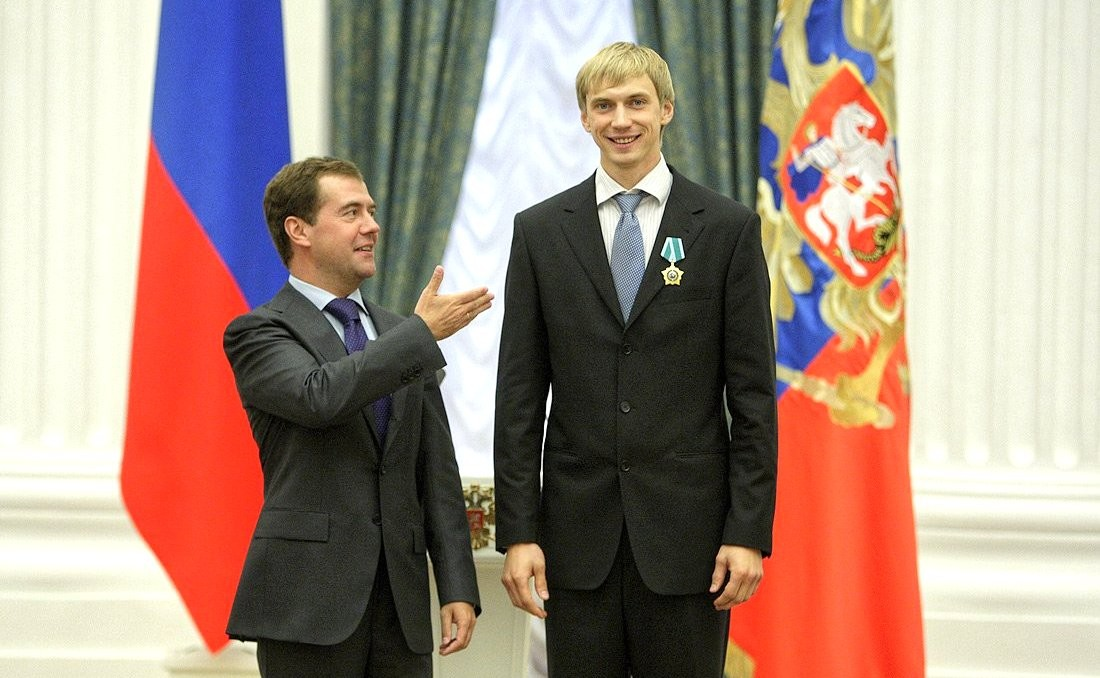
Дмитрий Медведев вручил Андрею Сильнову Орден Дружбы.

- Орден Дружбы — За большой вклад в развитие физической культуры и спорта, высокие спортивные достижения на Играх XXIX Олимпиады 2008 года в Пекине[7]
- Заслуженный мастер спорта России